# Coppa Italia di Serie A2 2021-2022 (calcio a 5 femminile)
La Coppa Italia di Serie A2 2021-2022 è stata la 5ª edizione della manifestazione riservata alle formazioni di Serie A2 di calcio a 5. La competizione si è giocata dal 6 febbraio al 2 aprile 2022 con una final four presso il PalaErcole di Policoro.

## Formula
Alla competizione prendono parte le prime quattro classificate di ogni girone del campionato, le quali parteciperanno a due turni preliminari: le vincenti si sono qualificate alla final four che si è tenuta al PalaErcole di Policoro.

## Date e programma
| Turno                      | Sorteggio     | Date                 |
| -------------------------- | ------------- | -------------------- |
| I turno di qualificazione  |               | 6 – 24 febbraio 2022 |
| II turno di qualificazione |               | 9 – 20 marzo 2022    |
| Final Eight                | 21 marzo 2022 | 1º – 2 aprile 2022   |

## Squadre qualificate
Alla corrente edizione partecipano le quattro squadre meglio classificate in ognuno dei gironi al termine del girone di andata.
| Girone A | Girone A       | Girone B | Girone B            | Girone C | Girone C         | Girone D | Girone D           |
| 1        | V.I.P.         | 1        | Pelletterie Firenze | 1        | Atletico Foligno | 1        | Irpinia            |
| 2        | Virtus Romagna | 2        | Mediterranea        | 2        | Molfetta         | 2        | Royal Team Lamezia |
| 3        | Pero           | 3        | Jasnagora           | 3        | Vis Fondi        | 3        | CUS Cosenza        |
| 4        | Arzachena      | 4        | Progetto Futsal     | 4        | Perugia          | 4        | WFC San Marzano    |

## Fase di qualificazione

### Regolamento
Nel I turno di qualificazione le prime hanno incontrato in casa le quarte dei propri gironi, così come le seconde hanno giocato in casa contro le terze. Il II turno di qualificazione si è comunque svolto intra-girone e in casa della squadra meglio classificata al termine del girone d'andata
Al termine delle partite risultava qualificata la squadra che avrebbe segnato più reti; qualora si fosse incappati in una situazione di parità al termine dei tempi regolamentari si sarebbe proceduto all'effettuazione di due tempi supplementari di 5'; qualora fosse continuata la situazione di parità si sarebbe qualificata la squadra meglio classificata al termine del girone d'andata.

### I turno di qualificazione
Il I turno di qualificazione si è svolto tra il 5 e il 24 febbraio.
| Squadra 1           | Risultato   | Squadra 2       |
| ------------------- | ----------- | --------------- |
| V.I.P.              | 7 - 1       | Arzachena       |
| Virtus Romagna      | 2 - 2 (dts) | Pero            |
| Pelletterie Firenze | 5 - 1       | Progetto Futsal |
| Mediterranea        | 3 - 1       | Jasnagora       |
| Atletico Foligno    | 1 - 0       | Perugia         |
| Molfetta            | 2 - 0       | Vis Fondi       |
| Irpinia             | 4 - 2 (dts) | WFC San Marzano |
| Royal Team Lamezia  | 10 - 0      | CUS Cosenza     |

### II turno di qualificazione
Il II turno di qualificazione si è svolto tra il 9 e il 20 marzo.
| Squadra 1           | Risultato | Squadra 2          |
| ------------------- | --------- | ------------------ |
| V.I.P.              | 4 - 0     | Virtus Romagna     |
| Pelletterie Firenze | 3 - 0     | Mediterranea       |
| Atletico Foligno    | 3 - 1     | Molfetta           |
| Irpinia             | 3 - 2     | Royal Team Lamezia |

## Fase finale
La final four si è svolta tra il 1º e il 2 aprile al PalaErcole di Policoro.

### Regolamento
Le gare si svolgono con formula a eliminazione diretta. In caso di parità al termine dei tempi regolamentari nelle sfide delle semifinali verranno svolti direttamente i tiri di rigore, mentre nella finale, in tal caso, verrebbero svolti prima due tempi supplementari.

### Sorteggio
Il sorteggio per la final four si è tenuto il 21 marzo.
| Girone A | Girone A | Girone B | Girone B            | Girone C | Girone C         | Girone D | Girone D |
| 1        | V.I.P.   | 1        | Pelletterie Firenze | 1        | Atletico Foligno | 1        | Irpinia  |

### Tabellone
|  | Semifinali | Semifinali          | Semifinali |         |    | Finale              | Finale | Finale |  |
|  |            |                     |            |         |    |                     |        |        |  |
|  | B1         | Pelletterie Firenze | 1          |         |    |                     |        |        |  |
|  | B1         | Pelletterie Firenze | 1          |         |    |                     |        |        |  |
|  | C1         | Atletico Foligno    | 0          |         |    |                     |        |        |  |
|  | C1         | Atletico Foligno    | 0          |         | B1 | Pelletterie Firenze | 1      |        |  |
|  |            |                     |            |         | B1 | Pelletterie Firenze | 1      |        |  |
|  |            |                     |            | Irpinia | 4  |                     |        |        |  |
|  | D1         | Irpinia             | 5          | Irpinia | 4  |                     |        |        |  |
|  | D1         | Irpinia             | 5          |         |    |                     |        |        |  |
|  | A1         | V.I.P.              | 3          |         |    |                     |        |        |  |

### Semifinali
| Arbitri: | Carlotta Filippi (Bergamo) Antonella Manca (Sassari) |
| Crono:   | Francesco Salmoiraghi (Bologna)                      |

|                    |           |  |
| Brandolini 17'07'’ | Marcatori |  |

| Arbitri: | Chiara Amicucci (Avezzano) Natalia Bernardino (Terni) |
| Crono:   | Jacopo Giannelli (Bari)                               |

|                                                                     |           |                                              |
| Moreira 9'49'’, 37'09'’ Vecchione 14'30'’, 26'23'’ Pugliese 38'02'’ | Marcatori | 17'24'’, 25'04'’, 38'48'’ Fernandes Balardin |

### Finale
| Arbitri: | Alessandro Cannizzaro (Ravenna) Stefania Candria (Teramo) |
| Crono:   | Pierpaolo Calenzo (Formia)                                |

| |            | |
| Colucci 39'51'’ | Marcatori  | 4'42'’, 36'57'’ Moreira 21'33'’ Pugliese 35'36'’ Braccia                                            |
| · Pucci · Maione · Gomez · Pasos · Brandolini · Ciatti · Vizcaino · Teggi · Biagiotti · Cibecchini · Colucci · Luongo | Formazioni | Macchia Braccia Aresu Moreira Pugliese Cetrulo Del Gaizo Linza Iannaccone Pisani Vecchione Arciello |
| Pamela Presto | Allenatori | Battistone                                                                                          |